# Distrito de Buldana
Buldana (en maratí; बुलढाणा जिल्हा ) es un distrito de India, parte de la división de Amravati en el estado de Maharastra . 
Comprende una superficie de 9 640 km².
El centro administrativo es la ciudad de Buldana.

## Demografía
Según censo 2011 contaba con una población total de 2 588 039 habitantes.